# Nicola Correia-Damude

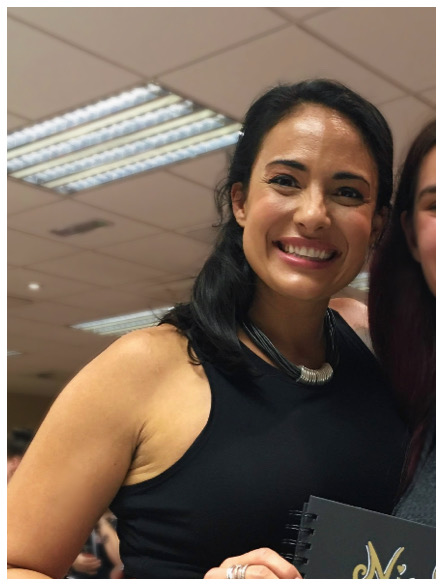
Nicola Correia-Damude

Nicola Correia-Damude (* 21. Juni 1981 in Toronto) ist eine kanadische Theater- und Filmschauspielerin.

## Leben
Nicola Correia-Damude ist Tochter einer Guyanesin und eines Kanadiers. Sie wurde an der Etobicoke School of the Arts und am Studio 58 als Theater-Schauspielerin ausgebildet. Seit 2005 ist sie neben dem Theater auch in Film und Fernsehen präsent. Ab 2016 spielte sie den „Shadowhunter Maryse Lightwood“ in der US-Serie Shadowhunters. Ab 2018 war sie als „Diane Evans“ in der Serie Burden of Truth zu sehen. Ab 2019 spielte sie in den Serien Vier Freunde und die Geisterhand (als „Amy Reyna“) und The Boys (als „Elena“). im 2024 erschienenen Videospiel Star Wars Outlaws verkörpert sie „Riko Vess“, die Mutter der Protagonistin.

## Filmografie (Auswahl)
- 2006: Memory – Wenn Gedanken töten (Memory)
- 2012: Margarita
- 2014: Remedy (Fernsehserie, eine Folge)
- 2014–2015: The Strain (Fernsehserie, 4 Folgen)
- 2015–2017: Annedroids (Fernsehserie, 11 Folgen)
- 2016–2019: Shadowhunters (Fernsehserie, 20 Folgen)
- 2017–2020: Dino Dana (Fernsehserie, 33 Folgen)
- 2018–2021: Burden of Truth (Fernsehserie, 26 Folgen)
- 2019–2021: Vier Freunde und die Geisterhand (Ghostwriter, Fernsehserie, 23 Folgen)
- 2019–2022: The Boys (Fernsehserie, 8 Folgen)
- 2020: Coroner – Fachgebiet Mord (Coroner, Fernsehserie, 6 Folgen)
- 2020: Der Spion von nebenan (My Spy)
- 2020: October Faction (Fernsehserie, 7 Folgen)
- 2020–2021: Nurses (Fernsehserie, 9 Folgen)
- 2022: Pillow Talk (Fernsehserie, 10 Folgen)
- 2022–2025: Resident Alien (Fernsehserie, 14 Folgen)
- 2024: Der Spion von nebenan 2 (My Spy: The Eternal City)
- 2024: Star Wars Outlaws (Videospiel)
- seit 2024: Law & Order Toronto: Criminal Intent (Fernsehserie)
- 2025: SkyMed (Fernsehserie, 7 Folgen)
- 2025: Untamed (Fernsehserie, 3 Folgen)